# Johan van Swindern
Johan van Swindern, född i Holland, var en köpman som kom till Sverige år 1629. Han gav namnet åt nuvarande Svindersviken, som tidigare hette Finnsviken och det där belägna 1700-tals sommarnöjet Svindersvik.
Johan van Swindern hade fått ett kungligt privilegiebrev att framställa tjära och beck. 1647 överlät Danvikens Hospital mark till honom. Samma år fick van Swindern tillstånd att anlägga ett beckbruk på Sicklaöns norra strand invid nuvarande gården Svindersvik. Det är dock osäkert om van Swindern uppförde ett beckbruk på den platsen. Enligt en källa hade han ett beckbruk i området intill Finnboda varv som fanns kvar till 1874 då Bergsunds Mekaniska Verkstad köpte området. Först på 1720-talet byggdes ett beckbruk på platsen vid Svindersviken som kallades ”nya beckbruket”. Enligt en annan källa köptes detta beckbruket vid Svindersviken 1721 av Grillska handelshuset. Ägaren till handelshuset, Claes Grill, fick upp ögonen för det vackra området. Omkring 1740 lät han uppföra sitt sommarnöje vid Svindersvik efter ritningar av arkitekten Carl Hårleman.